# Trichopsora tournefortiae
Trichopsora tournefortiae är en svampart som beskrevs av Lagerh. 1891. Trichopsora tournefortiae ingår i släktet Trichopsora och familjen Pucciniosiraceae.   Inga underarter finns listade i Catalogue of Life.